# Bone Tomahawk
Bone Tomahawk is een Amerikaanse horrorwestern uit 2015 die geschreven en geregisseerd werd door S. Craig Zahler. De hoofdrollen worden vertolkt door Kurt Russell, Patrick Wilson, Matthew Fox, Richard Jenkins en Lili Simmons.

## Verhaal
In de jaren 1890, in de nadagen van het Wilde Westen, wordt het stadje Bright Hope bedreigd door een stam van wilde kannibalen, die in de 'vallei der stervende mannen' in grotten leven. Wanneer enkele inwoners van Bright Hope door de stam ontvoerd worden, gaat sheriff Franklin Hunt samen met enkele mannen van het stadje op zoek naar de kannibalen. Wat volgt is een zeer bloederige en dodelijke strijd met de stam.

## Rolverdeling
| Acteur          | Personage             |
| --------------- | --------------------- |
| Kurt Russell    | Sheriff Franklin Hunt |
| Patrick Wilson  | Arthur O'Dwyer        |
| Matthew Fox     | John Brooder          |
| Richard Jenkins | Deputy "Chicory" Kory |
| Lili Simmons    | Samantha O'Dwyer      |
| Evan Jonigkeit  | Deputy Nick           |
| David Arquette  | Purvis                |
| Sid Haig        | Buddy                 |
| Geno Segers     | Boar Tusks            |
| Fred Melamed    | Clarence              |
| Zahn McClarnon  | The Professor         |
| Raw Leiba       | Wolf Skull            |

## Productie
Bone Tomahawk is het regiedebuut van S. Craig Zahler, die zelf ook het scenario schreef. In oktober 2012 raakte bekend dat hij zijn script zou verfilmen in samenwerking met acteurs Kurt Russell en Richard Jenkins. In september 2014 werd de cast uitgebreid met onder meer Patrick Wilson, Matthew Fox, Lili Simmons, David Arquette en Evan Jonigkeit.
De opnames gingen op 6 oktober 2014 van start, duurden 21 dagen en vonden plaats op de filmranch van Paramount in de Santa Monica Mountains (Californië).

## Release en ontvangst
De film ging op 1 oktober 2015 in première op het filmfestival Fantastic Fest in Austin (Texas). In 2016 was de film in België te zien op het Offscreen Film Festival in Brussel en in Nederland op het International Film Festival Rotterdam en Imagine Film Festival in Amsterdam.
De film kreeg van de Amerikaanse filmpers overwegend positieve recensies. Op Rotten Tomatoes heeft Bone Tomahawk een waarde van 91% en een gemiddelde score van 7,2/10, gebaseerd op 87 recensies. Op Metacritic heeft de film een gemiddelde score van 72/100, gebaseerd op 17 recensies.
Doordat Bone Tomahawk een gewelddadige western is die in 2015 uitkwam en Kurt Russell als hoofdrolspeler had, werd de film regelmatig vergeleken met The Hateful Eight (2015) van Quentin Tarantino en, in mindere mate, ook met The Revenant (2015) van Alejandro González Iñárritu. Zahler zelf noemde The Revenant 'de slechtste film die hij in vijf jaar gezien had' en bestempelde Tarantino's western als 'veel te theatraal'. Beide films werden ook gemaakt met een budget dan tientallen keren hoger lag dan dat van Bone Tomahawk.